# La Colorada Estación de Ferrocarril
La Colorada Estación de Ferrocarril är en ort i Mexiko.   Den ligger i kommunen Villa de Cos och delstaten Zacatecas, i den centrala delen av landet, 600 km nordväst om huvudstaden Mexico City. La Colorada Estación de Ferrocarril ligger 1 952 meter över havet och antalet invånare är 789.
Terrängen runt La Colorada Estación de Ferrocarril är lite kuperad. Runt La Colorada Estación de Ferrocarril är det mycket glesbefolkat, med 5 invånare per kvadratkilometer. La Colorada Estación de Ferrocarril är det största samhället i trakten. Omgivningarna runt La Colorada Estación de Ferrocarril är i huvudsak ett öppet busklandskap.